# Kankossa
Kankossa es una ciudad situada al sur de Mauritania, capital del Departamento de Kankossa, en la región de Assaba. 
Su población es de 11,083 habitantes.
- Datos: Q2578930